# I’m Wide Awake, It’s Morning
Az I’m Wide Awake, It’s Morning a Bright Eyes hatodik stúdióalbuma, amelyet a következő, hetedik lemezzel (Digital Ash in a Digital Urn) egy napon, 2005. január 25-én adott ki a Saddle Creek Records.
Az album a Saddle Creek Records 72. kiadványa.

## Történet
Ez volt az első Bright Eyes-album, amelyen Nate Walcott is szerepel; a zenész ekkorra a zenekar teljes jogú tagjává vált.
A First Day of My Life videóklipjét John Cameron Mitchell rendezte. A Road to Joy Ludwig van Beethoven Örömódájából tartalmaz egy részletet, a lemez címe pedig a dal szövegének egy részlete.
Nagyobb sikereket akkor értek el először, amikor a Lua és First Day of My Life számaik a Billboard Singles Sales listáján 2004-ben az első két helyre kerültek. 2005-ben két részre osztott turnéra indultak: először népzenei hatású I’m Wide Awake, It’s Morning, majd az inkább elektropop-elemeket tartalmazó Digital Ash in a Digital Urn dalaiból válogattak. A Billboard listáin mindkét lemez a legjobb húsz között volt: előbbi a Billboard 200 rangsorában a tizedik, a független albumok listáján pedig a második lett. Az albumokat kísérő turnét megörökítették a szintén 2005-ben kiadott Motion Sickness: Live Recordings koncertlemezen. A Lua szerepelt a 2015-ös Life is Strange videójátékban.

## Számlista
Az összes dal szerzője Conor Oberst. 
| 1.    | At the Bottom of Everything             | 4:34 |
| 2.    | We Are Nowhere and It’s Now             | 4:12 |
| 3.    | Old Soul Song (For the New World Order) | 4:29 |
| 4.    | Lua                                     | 4:31 |
| 5.    | Train Under Water                       | 6:05 |
| 6.    | First Day of My Life                    | 3:08 |
| 7.    | Another Travelin’ Song                  | 4:16 |
| 8.    | Land Locked Blues                       | 5:47 |
| 9.    | Poison Oak                              | 4:39 |
| 10.   | Road to Joy                             | 3:54 |
| 45:41 |                                         |      |

## Szöveges tartalom
Két korábbi alkotáshoz hasonlóan ez a lemez is egy monológgal indul, amelyet ezúttal Oberst mond el. Az elbeszélt történetben két ismeretlen utazik egy repülőn, ami az óceánba fog zuhanni; egyikük az A Bottom of Everythinget, az album nyitódalát kezdi énekelni. Az egyszerű, négy akkordos népdal Conor „vízjelezett kommentárja” az amerikai ideálokról: „Kilenc számot [személyazonosító jel] kell megjegyeznünk, egyben elfelejteni, hogy lelkünk is van. Ez egy végtelen harc a tulajdonért, és előnyökért. És folyton rohannunk kell.”
Ugyanezen dal szerepelt a Late Late Show 2004. április 30-i adásában, ami Kalifornia kormányzójáról, Arnold Schwarzeneggerről és az USA elnökéről, George W. Bushról szólt. Oberst így jellemezte a két férfit: „két ember, akiket sokat csodálok bicepszeik, valamint ijesztő, fasiszta programjuk miatt”; valamint a végén így számolt: 1, 2, 6, 6, 6. A műsor végi elemzés helyett végül Oberst „M. Wardot elnöknek!” bekiabálásával helyettesítették.
A dalhoz később az előzmény-történeten alapuló videóklip is készült, amelyet Cat Stolen rendezett; szereplői Evan Rachel Wood és Terence Stamp.

## Fogadtatás
A lemez általánosságban pozitív pontszámokat kapott. A Metacritic oldalán 33 értékelés alapján 85 pontot kapott a 100-ból, amit „általánosan elfogadást” jelez. A Los Angeles Times szerint az alkotás „egy album, ami egy mestermű fényével ragyog”. A Drowned in Sound kritikusa, Sean Adams szerint a lemez döbbenetes, és pont időben keltette fel a figyelmet. Chris Dalen, a Pitchfork Media szerzője 8,7 pontot adott a 10-ből; szerinte „az I’m Wide Awake, It’s Morning bármely, eddigi albumnál sikeresebben keveri a személyi és politikai szálakat, és a próbálkozások csak megerősítik az ezen pillanatokat”.
Az AllMusicnak író Stephen Thomas kevésbé volt elragadtatva: szerinte Conor Oberst nagyravágyása kihat szövegeire; szerinte az album bizonyíték arra, hogy az énekes „ahelyett, hogy zeneileg felnőtt volna, az örök serdülőkorban kavarog”.
A kiadványból az Egyesült Államokban 2014-ig 522 ezer példány kelt el. 2007-ben az Independent Music Companies Association aranylemezzel díjazta; ezt azok az albumok kaphatják meg, amelyekből Európában legalább 100 000 darabot értékesítettek.

### Éves helyezések
| Értékelő      | Helyezés |
| ------------- | -------- |
| Amazon.com    | 79       |
| Blender       | 4        |
| Metacritic    | 17       |
| Planet Sound  | 1        |
| Q             | 5        |
| Rolling Stone | 8        |
| Spin          | 21       |
| Time          | 10       |

A lemez az éves listákon kívül a Rolling Stone „Az évtized top 100 albuma” listáján az 50., illetve a New Musical Express „Az évtized top 100 legjobb albuma” rangsorában a 31. lett.

## Közreműködők
- Conor Oberst – ének, gitár
- Mike Mogis – mandolin, pedal steel gitár, tizenkét húros gitár
- Nate Walcott – trombita
- Andy LeMaster, Emmylou Harris, Jim James, Maria Taylor – ének
- Nick White – zongora, orgona, rhodes, vibrafon
- Alex McManus, Jesse Harris – gitár
- Matt Maginn, Tim Luntzel – basszusgitár
- Clark Baechle, Jason Boesel – dob
- Jake Bellows – szájharmonika

## Fordítás
Ez a szócikk részben vagy egészben  az   I'm Wide Awake, It's Morning című angol Wikipédia-szócikk ezen változatának fordításán alapul.  Az eredeti cikk szerkesztőit annak laptörténete sorolja fel. Ez a jelzés csupán a megfogalmazás eredetét és a szerzői jogokat jelzi, nem szolgál a cikkben szereplő információk forrásmegjelöléseként.